# Villa Berthet
Villa Berthet är en kommunhuvudort i Argentina.   Den ligger i provinsen Chaco, i den norra delen av landet, 800 km norr om huvudstaden Buenos Aires. Villa Berthet ligger 83 meter över havet och antalet invånare är 12 029.
Terrängen runt Villa Berthet är mycket platt. Runt Villa Berthet är det mycket glesbefolkat, med 6 invånare per kvadratkilometer..
Omgivningarna runt Villa Berthet är huvudsakligen savann.